# 54 (число)
54 (п'ятдеся́т чоти́ри) — натуральне число між 53 і 55.

## Математика
- 4-е число Лейланда
- число харшад
- 254 = 18014398509481984
- У діапазоні від 1 до 28 54 простих чисел

## У науці
- Атомний номер Ксенону
- У Новому загальному каталозі позначається об’єкт NGC 54 — галактика типу Sa у сузір'ї Кит.
- У Каталозі Мессьє позначається об'єкт Мессьє M54 — кулясте скупчення типу III у сузір'ї Стрілець.
- Зірка 54 Рака

## В інших сферах
- 54 рік; 54 рік до н. е., 1754 рік, 1854 рік, 1954 рік
- ASCII-код символу «6»
- Європейський маршрут E54
- Автошлях Р 54 в Україні
- Автомагістраль М54 у Росії
- Міжнародний телефонний код Аргентини
- Число карт у повній гральній колоді.
- Число клітинок Кубик Рубіка
- 54 моря на планеті